# Hans Schaad
Hans Schaad (* 18. Juni 1890 in Steinmaur; † 6. September 1976 in Eglisau) war ein Schweizer Illustrator, Grafiker und Maler. Bekannt wurde er als langjähriger Illustrator für Publikationen wie die Schweizer Illustrierte Zeitung und den Schweizer Eulenspiegelkalender.

## Leben
Hans Schaad wuchs in Steinmaur auf. Nach der schulischen Ausbildung ging er an die Kunstgewerbeschule in Zürich. Seine künstlerische Laufbahn begann er anschliessend beim Maler Ernst Thommen, mit dem er Sgraffitis an Neubauten in St. Moritz malte. Die beiden gingen 1911/12 für einen Studienaufenthalt an die Münchner Kunstgewerbeschule. Dort erhielt Hans Schaad Unterricht beim Maler Julius Diez.
Mit dem Ausbruch des 1. Weltkrieges diente Hans Schaad bei der Füs. Kp. I/64. Von den Kriegsauswirkungen verschont, folgte im letzten Kriegsjahr ein Schicksalsschlag, als sein Bruder Martin Schaad in der Armee von der Spanischen Grippe erfasst wurde und kurz darauf im Alter von 25 Jahren verstarb. Auch Hans Schaad erkrankte an dieser Grippe, konnte aber im Dezember 1918 nach fünfwöchiger Behandlung wieder entlassen werden. Wenige Monate später verlor er auch seine Schwester Hedwig Schaad an der Spanischen Grippe, die im Alter von 28 Jahren im April 1919.
Hans Schaad bewarb sich im Jahre 1918 als Illustrator bei der Schweizer Illustrierten Zeitung und überzeugte mit seinen Probearbeiten die Redaktion. Ab 1919 avancierte er zu einem der wichtigsten Zeichner für diese Publikation. Er schuf zahlreiche humorvolle Beiträge über mehrere Jahrzehnte hinweg. Eine weitere langjährige Zusammenarbeit entstand mit dem einmal im Jahr erscheinenden Schweizer Eulenspiegelkalender.
Hans Schaad illustrierte zudem mehrere Bücher wie Amigs von Hans Guggenbühl, Blaubrunner Buben von Walter Laedrach, Grundmauern von Oswald Studer, Hansrudis Geheimnis von Ernst Brauchlin, Mit Sack und Pack zum Zapfenberg von Josef Wiss-Stäheli und Us em Stägefässli von Jakob Stebler. Des Weiteren schuf Schaad die Umschlags-Illustrationen zu den Erstveröffentlichungen der Romane Wachtmeister Studer (1936), Die Fieberkurve (1938), Der Chinese (1939) und Knock & Co. von Friedrich Glauser. Zahlreiche Aufträge für Werbezeichnungen rundeten sein künstlerisches Schaffen ab.
Gegen Ende seiner Laufbahn wandte sich Hans Schaad auch wieder der Fassadenmalerei zu und er verzierte zahlreiche Gebäude in Eglisau wie die Bäckerei Schneider oder das Cafe Nachtwächter am Törliplatz.
Hans Schaad heiratete 1922 Anni Roost. Das Paar hatte drei Kinder – die Töchter Anne (* 1923) und Eva (* 1926) sowie Sohn Hans (1928–2002). Dieser wurde später ein bekannter Buchillustrator. Um Verwechslungen mit seinem Vater zu vermeiden, fügte er seinem Namen den Buchstaben P hinzu und wurde fortan als Hans P. Schaad genannt. Der Enkel von Hans Schaad – Felix Schaad – wurde ein populärer Comiczeichner.